# Pulvinaria hydrangeae
Espèce
Pulvinaria hydrangeae, la cochenille pulvinaire de l'hortensia, est une espèce d'insectes hémiptères de la famille des Coccidae.
Cette cochenille, probablement originaire d'Asie orientale, s'est répandue en Europe dans les années 1960. Elle parasite diverses espèces de plantes. Ses hôtes les plus fréquents sont les hortensias (Hydrangea macrophylla), chez lesquels sont constatés les dégâts les plus importants, les tilleuls et les érables. On lutte contre elle de manière biologique par l'utilisation de coccinelles comme la coccinelle à virgule (Exochomus quadripustulatus). 